# Bouffadou

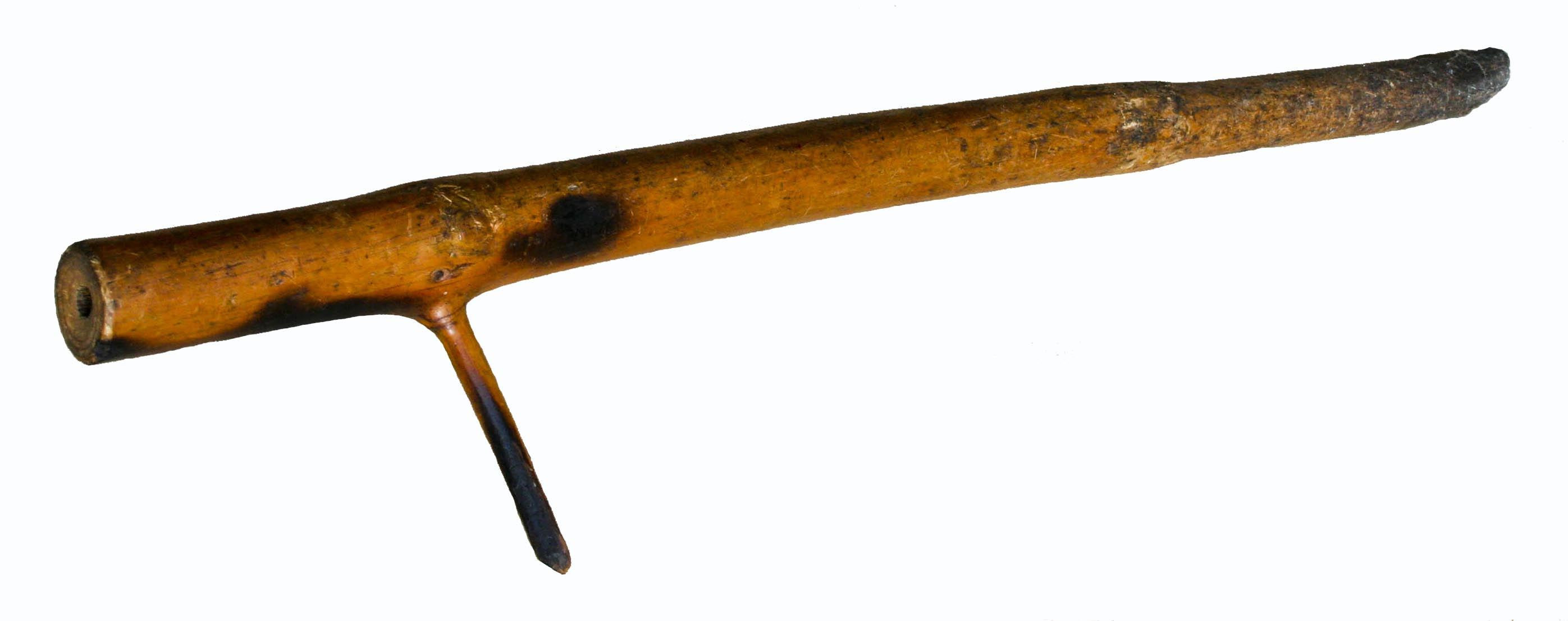
Un bouffadou.

Le bouffadou (bofador en occitan) est un instrument traditionnel pour attiser le feu. C'est un soufflet à bouche, long tube de bois dans lequel on souffle et qui permet de diriger l'air sur un point précis du foyer. On peut trouver les graphies boufadou, buffadou, bufadou, suivant les régions.

## Étymologie
Bouffadou est la graphie francisée de l'occitan bofador [bufa'δu] ou bufador [byfa'δu], du verbe bofar ou bufar qui signifie « souffler ». C'est aussi le nom général du soufflet en occitan.
Le terme peut, dans certaines régions, désigner plaisamment l'anus.

## Fabrication
Le bouffadou est généralement fabriqué avec une crête (partie supérieure du tronc) d'un pin ou d'un sapin, d'une longueur de 70 cm à un mètre, qu'on débarrasse de ses branches en conservant toutefois un morceau de branche près de l'extrémité la plus épaisse qui servira de poignée. On creuse ensuite le bois tout du long : cette opération est facilitée par le fait que la moelle est plus tendre et peut donc être enlevée sans trop d'efforts. On pouvait laisser le morceau de bois exposé au gel avant de le creuser, avec une longue tige de fer rougie au feu (cette opération se fait maintenant avec une perceuse électrique). Le bouffadou peut être laissé brut, avec son écorce, ou être écorcé et poli.
Le bouffadou était utilisé dans le Massif central, dans les Alpes, en Languedoc, dans le Jura et, dans une moindre mesure, dans les Pyrénées. En Gascogne, on utilisait une tige de roseau creux appelée boheta ([bu'hetɔ]), ou, en Limousin, un tube en fer appelé  canon ([ka'nu]). L'emploi du bouffadou ou de ses succédanés était très répandu avant l'apparition du soufflet en bois et cuir.
Le bouffadou est aujourd'hui fabriqué comme un objet d'artisanat traditionnel.